# La chica que soñaba con una cerilla y un bidón de gasolina
La chica que soñaba con una cerilla y un bidón de gasolina (Flickan som lekte med elden en sueco y, literalmente, La chica que jugó con fuego) es una novela del sueco Stieg Larsson, la segunda de la trilogía Millenium, publicada póstumamente. En España fue publicada en noviembre de 2008 por la editorial Destino y en 2009 se estrenó la versión cinematográfica.

## Argumento
Han pasado dos años desde lo ocurrido en Hedestad y Mikael Blomkvist, que goza de cierto prestigio profesional, trabaja mano a mano junto al freelance Dag Svensson en un libro sobre el tráfico de mujeres en Suecia. Todo cambia cuando Svensson, su pareja y el administrador Nils Bjurman aparecen asesinados y todas las pistas apuntan a que la autora de los tres crímenes es, nada más y nada menos que, Lisbeth Salander. Entonces, Mikael Blomkvist decidirá investigar los crímenes por su cuenta para demostrar la inocencia de la que un día fue su amiga... ¿O, realmente, es Lisbeth Salander una asesina?

## Sinopsis
La novela se divide en un prólogo seguido de cuatro partes. El prólogo del libro se abre con la historia de una niña capturada y retenida dentro de una habitación oscura por un hombre no identificado. Para lidiar con la captura, ella repite mentalmente un episodio pasado cuando arrojó un cartón de leche lleno de gasolina a otro hombre dentro de un automóvil y le arrojó una cerilla encendida.

### Parte 1 - Ecuaciones irregulares
Después de terminar el trabajo en el caso Wennerström (descrito en  Los hombres que no amaban a las mujeres), Lisbeth Salander desapareció de Suecia y viajó por toda Europa. La novela comienza con ella a orillas del Caribe en Saint George, la capital de Granada. Salander se ha interesado en El último teorema de Fermat y en las matemáticas, un interés que resuena con la primera página de cada parte de esta novela. Desde el interior de su habitación en el hotel, observa en varias ocasiones que su vecino, el Dr. Forbes, un turista estadounidense de Texas, abusa físicamente de su esposa, en la habitación contigua a la de Salander. Salander también se hace amiga de George Bland, un estudiante huérfano de 16 años que vive en una pequeña choza y comienza a darle clases particulares de matemáticas. Salander encuentra la compañía de Bland relajada y agradable porque Bland no le hace preguntas personales, y ambos desarrollan una relación sexual.
Salander usa sus conexiones entre la red de hackers para investigar al Dr. Forbes y descubre que una vez fue acusado de mal manejo de fondos en su fundación basada en la fe. Actualmente no tiene activos, pero su esposa es la heredera de una fortuna valorada en 40 millones de dólares.
Cuando un huracán golpea Granada, la preocupación por la seguridad de los residentes del hotel hace que la administración del hotel comience a llevarlos a una bodega. Salander recuerda a Bland, y desafía el fuerte viento y la lluvia para recogerlo. Cuando los dos llegan a la entrada del hotel, Salander ve al Dr. Forbes en la playa con su esposa y se da cuenta de que está intentando matarla por su herencia. Salander ataca a Forbes con la pata de una silla y lo abandona a los elementos. Salander, Bland y la señora Forbes se retiran a la bodega y reciben atención médica; El Dr. Forbes se confirma más tarde como la única fatalidad de la tormenta.

### Parte 2 - De Rusia con amor
Lisbeth Salander regresa a Estocolmo después de más de un año de ausencia. Inmediatamente antes de que el caso Wennerström se hiciera público, Salander había lavado una suma de tres mil millones (el equivalente a aproximadamente 500 millones de dólares estadounidenses) en una cuenta bancaria disfrazada. Con esta suma, compra un nuevo apartamento de lujo en el exterior de Mosebacke Torg y se muda de su antiguo apartamento en Lundagatan (SV). Salander le permite a su pareja sexual actual, Miriam Wu, mudarse a su antiguo apartamento, por el precio de 1 corona y la condición de que Wu envíe todo el correo de Salander. Salander también restablece el contacto con Dragan Armansky, su exjefe en Milton Securities y su ex tutor legal Holger Palmgren, quien fue víctima de un ataque al comienzo de la saga. Nils Bjurman, el reemplazo de Palmgren, continúa fomentando un odio creciente hacia su barrio después de los eventos narrados en el libro anterior. Su furia le ha llevado a disminuir su práctica a un solo cliente (Salander) y enfocar su atención en capturarla y destruir la película que hizo de él cuando la violó. Examina los registros médicos de Salander y, por lo tanto, identifica un incidente llamado "All the Evil" y una persona de su pasado como su aliado más fuerte. Mientras tanto, Mikael Blomkvist, el editor de la revista  Millennium , perdió contacto con Salander, quien incluso se negó a abrir sus cartas. Por lo tanto, se sorprende, poco después de su regreso, mientras camina por el apartamento de Salander con la vana esperanza de encontrarse con ella, para verla ser atacada por un hombre con tripa cervecera y miembro de Svavelsjö. Blomkvist intenta ayudar, para asombro de Salander, y sus esfuerzos conjuntos le permiten eludir a su atacante.
"Millennium" es abordado por Dag Svensson, un joven periodista, y su novia, Mia Johansson. Han elaborado un informe meticulosamente investigado, irónicamente titulado "Desde Rusia con amor", sobre trata sexual en Suecia y  abuso de niñas menores de edad por figuras de alto rango; este es el tema de la tesis doctoral de Johansson y Svensson quiere que "Millennium" publique su exposición en forma de libro. Si bien la investigación está casi completa, a Svensson, Johansson y al personal de  Millennium  les intrigan las menciones recurrentes de "Zala", una figura sombría que participa activamente en la industria de tráfico sexual de Suecia. Salander, pirateando la computadora de Mikael Blomkvist, queda sorprendido por la mención de Zala, y visita a Svensson y Johansson para hacer preguntas.

### Parte 3 - Ecuaciones absurdas
Más tarde, esa misma noche, Blomkvist llama a la pareja y los encuentra muertos a tiros en su apartamento, ya que el asesino aparentemente dejó el edificio solo unos segundos antes. Blomkvist notifica a Erika Berger, la editora en jefe de  Millennium  ' y su amante, del doble asesinato, y el equipo de administración de la revista celebra una reunión de emergencia en la que deciden posponer la publicación del libro de Svensson y la revista asociada especial. Deciden dar marcha atrás en la investigación de Svensson para garantizar la precisión del material y analizarlo en busca de posibles motivos del asesinato, mientras que Blomkvist tiene la tarea de terminar el libro casi completo de Svensson.
El fiscal Richard Ekström reúne a un equipo de investigación, dirigido por el inspector Jan Bublanski, quien selecciona a Sonja Modig para su inclusión en el equipo debido a su sensibilidad hacia los temas de la mujer. El equipo identifica las huellas dactilares de Salander en el arma homicida, y su registro formal la establece como una joven violenta, inestable y psicótica con un historial de prostitución. Armansky, Blomkvist y Berger responden de la inteligencia y la fibra moral de Salander; Ni Blomkvist ni Berger estaban al tanto de su historial psiquiátrico. Mientras investiga el círculo social de Salander, Modig encuentra a Bjurman muerto a tiros en su apartamento con su propio revólver, la misma arma utilizada contra Svensson y Johansson; Salander sigue siendo la principal sospechosa. A la luz de esta nueva evidencia, Ekström celebra una conferencia de prensa y revela a la prensa el nombre y la historia psiquiátrica de Salander, describiéndola como un peligro para los demás y para ella misma.
Blomkvist solicita la ayuda del editor Malin Eriksson para investigar los asesinatos, durante la cual Blomkvist se da cuenta de que Salander ha pirateado su computadora portátil. Él deja sus notas en su escritorio, y sus respuestas le señalan a "Zala". Blomkvist se enfrenta a Gunnar Björck, un policía en baja por enfermedad y uno de los abusadores de alto rango identificados por Dag y Mia, que acepta divulgar información sobre Zala si Blomkvist lo deja fuera de "Millenium".
Armansky se da cuenta de que Milton Security debe involucrarse en la investigación y envía a dos de sus empleados, Hedström y Bohman, para ayudar en la investigación policial formal. Miriam Wu regresa de un viaje a París para encontrarse con la policía y confirma la inteligencia y el carácter moral de Salander. Sin embargo, Hedström, quien guarda un viejo rencor contra Salander, filtra la identidad de Wu a la prensa, quien publica historias sobre la participación de Wu en un Festival del Orgullo Gay y la amistad previa de Salander con un grupo de rock femenino; tanto Wu como Salander son sensacionalizadas en los medios como miembros de una "pandilla lesbiana satanista". La prensa también publica información sobre el pasado de Salander.

### Parte 4 - Terminator
La Parte 4 comienza cuando Salander se pregunta por qué la fuente interna de la prensa ha optado por no dar a conocer "Todo el mal", los eventos que dominaron la brecha en su biografía, información que sabe que podría influir en la opinión pública aún más en su contra. Blomkvist es abordado por Paolo Roberto, un campeón de boxeo y el exentrenador de Salander. Blomkvist le pide ayuda a Roberto para encontrar a Miriam Wu, quien, liberada por la policía, ha estado evitando todo contacto con la prensa, incluido Blomkvist. Mientras tanto, a sugerencia de Salander, Blomkvist se centra en Zala como la conexión clave entre los tres asesinatos y el tráfico sexual. Mientras la policía continúa la investigación, el equipo de Blomkvist también nota la brecha de tres años en la biografía de Salander. Blomkvist decide confrontar a Björck e intercambiar su anonimato por información sobre Zala.
Roberto, observando el antiguo apartamento de Salander con la esperanza de atrapar a Wu, es testigo de su secuestro en una camioneta por un hombre con una cola de caballo (el atacante anterior de Salander) y un "gigante rubio". Sigue la camioneta a un almacén al sur de Nykvarn, donde intenta rescatar a Wu al boxear contra el gigante. Encuentra a su oponente inusualmente musculoso y totalmente insensible al dolor, y solo a través de las aplicaciones de un trauma contundente masivo pueden él y Wu aturdir al gigante lo suficiente como para escapar. El gigante se recupera y prende fuego al almacén para destruir la evidencia. Sin embargo, Roberto puede dirigir a la policía al sitio, donde encuentran tres cuerpos enterrados y desmembrados.
Al visitar la cabaña de verano de Bjurman, Salander encuentra un archivo clasificado Servicio de seguridad sueco escrito sobre "Todo el mal", y comienza a establecer la conexión entre Bjurman y Zala, cuyo nombre real es Alexander Zalachenko. Por coincidencia, dos miembros de Svavelsjö MC, Carl-Magnus Lundin (el hombre con cola de caballo) y Sonny Nieminen, han sido enviados para quemar el lugar. Salander los incapacita físicamente, dejando más sospechosos para que los encuentre Bublanski. Ella regresa a su apartamento y, al no tener otra opción, decide buscar a Zalachenko y matarlo. Salander descubre la identidad del gigante rubio ("Ronald Niedermann") y su conexión con un apartado de correos en Göteborg, y ella va allí para encontrarlo a él y a Zalachenko.
En su apartamento, Blomkvist encuentra las llaves de Salander, que él había recogido después de su escape de Lundin. Se las arregla para encontrar su nuevo y exclusivo apartamento, así como el DVD que revela el crimen de Bjurman. Con información de Björck y el ex tutor de Salander, Holger Palmgren, Blomkvist puede reconstruir toda la historia: Zalachenko es un ex desertor soviético bajo protección sueca secreta, cuya existencia se mantiene clasificada por  Säpo; Bjurman y Björck sabían de él solo porque resultaban ser los oficiales subalternos el día en que Zalachenko entró en una estación de policía y exigió asilo político. Zalachenko, inicialmente una fuente de información vital sobre las operaciones de inteligencia de la URSS a Säpo, comenzó a traficar con esclavas sexuales. Se convirtió en la pareja de una joven de 17 años que quedó embarazada de gemelas, Lisbeth y Camilla. Zalachenko fue un padre itinerante que abusó física y emocionalmente de su pareja cuando estaba en casa. El ciclo de violencia culminó cuando Lisbeth Salander encendió deliberadamente su auto con gasolina mientras su padre estaba en él. Este es el evento al que Salander se refiere como "Todo el Mal", ya que las autoridades, en lugar de escuchar sus súplicas en nombre de su madre, encarcelaron a Salander y la declararon loca.
La madre de Salander sufrió una serie de hemorragias cerebrales traumáticas que la enviaron a hogares de ancianos y finalmente causó su muerte. Salander se dio cuenta de que el gobierno nunca reconocería los crímenes de Zalachenko, lo que requeriría que admitieran su existencia. A Zalachenko se le permitió alejarse, pero sufrió heridas graves y tuvieron que amputarle el pie.
Niedermann había matado a Svensson y Johansson por orden de Zalachenko: cuando Salander los visitó, ella le preguntó si Bjurman había aparecido alguna vez en su lista de abusadores de alto rango, y lo llamaron inmediatamente después de que ella se fue. Bjurman luego llamó a Zalachenko en estado de pánico, lo que no solo condujo a su muerte sino también a la suya.
Blomkvist no comparte todos sus hallazgos con Bublanski, por respeto a la privacidad de Salander, pero entre su testimonio, los testigos de varios personajes y los cómplices adicionales que se acumulan, la policía se ve obligada a admitir que sus sospechas originales de Salander como asesina psicótica pueden haber estado equivocadas; Milton Security es expulsado de la investigación cuando queda claro que Hedström es la fuente interna que ha estado filtrando detalles sensacionalistas a la prensa. Armansky está satisfecho, ya que su verdadero objetivo al ayudar a la investigación, asegurando que Salander no sea condenada simplemente como una asesina fuera de control, se ha logrado. Finalmente, Blomkvist encuentra la dirección de Gotemburgo de Niedermann, y se dirige a la granja donde Niedermann y Zalachenko esperan. Dedujo que Salander ha entrado en el modo que Roberto y sus amigos de boxeo llamaron "T", donde ella ataca sin restricciones para defender su vida y las que le importan.
Salander entra la granja y es capturaa como resultado de las cámaras y alarmas secretas que Zalachenko había instalado. Zalachenko le dice a Salander que Niedermann es su medio hermano. Cuando Salander intenta escapar, Zalachenko le dispara en la cadera, el hombro y la cabeza, y Niedermann la entierra, sin darse cuenta de que todavía está viva. Luchando contra un dolor inmenso, Salander se excita lentamente y de nuevo intenta matar a Zalachenko con un hacha, y señala que el uso de Zalachenko de un Browning .22 como arma de fuego es la única razón por la que sobrevivió. En su camino a Gotemburgo, Blomkvist ve a Niedermann tratando de marchar, lo captura a punta de pistola y lo ata a un poste indicador junto a la carretera. El libro termina cuando Blomkvist encuentra a Salander y llama a los servicios de emergencia.

## Personajes
- Mikael Blomkvist, periodista y editor de la revista Millenium.
- Lisbeth Salander, hacker antisocial, joven investigadora privada, y acusada de triple asesinato.
- Erika Berger, redactora jefe de la revista Millennium y amante de Mikael.
- Annika Gianinni, hermana de Mikael Blomkvist y abogada.
- Dag Svensson, periodista que está escribiendo un libro sobre el comercio sexual, y el tráfico de estupefacientes en Suecia. sus investigaciones involucran a renombrados políticos, periodistas y policías.
- Mia Bergman estudiante de doctorado, criminóloga, experta en estudios de género cuya tesis acerca de tráfico sexual motivó a su novio Dag Svensson a iniciar la investigación que planea publicar en Millenium.
- Miriam "Mimmi" Wu, kickboxer, estudiante universitaria y pareja ocasional de Lisbeth Salander.
- Dragan Armanskij, Director de la empresa de seguridad Milton Security. Armanskij durante la saga ha sido jefe ocasional de Lisbeth Salander.
- Nils Bjurman, abogado encargado de la custodia de Lisbeth Salander.
- Malin Eriksson, director de la revista Millennium.
- Christer Malm, director artístico y diseñador de la revista Millennium.
- Jan Bublanski, funcionario de policía encargado del caso de Lisbeth Salander, apodado "Officier Bubble".
- Sonja Modig, detective en el equipo de Bublanski.
- Richard Ekström, fiscal del caso de Lisbeth Salander.
- Gunnar Bjorck, oficial de policía de seguridad sueca, que es también la fuente principal de Mikael sobre Zala.